# Titus Quinctius Flamininus
Pour les articles homonymes, voir Quinctius Flamininus.
Titus Quinctius Flamininus (né en 229 av. J.-C.- vers 174 av. J.-C.) est un homme politique et général romain. Issu d'une ancienne famille patricienne de Rome, la gens Quinctia, il entre sur la scène politique au cours des guerres puniques et des guerres de Macédoine. Au cours de sa carrière fulgurante, obtenant le consulat avant 30 ans, il évince Philippe V de Macédoine de Grèce et fait de Rome un interlocuteur incontournable des relations inter-étatiques et géopolitiques en Méditerranée orientale. Du fait de sa victoire, il fut le premier Romain à proclamer, en 196 av. J.-C., la liberté des cités grecques. Il est passé dans la postérité et dans l'imagerie collective comme l'incarnation du général philhellène, cultivé, rationnel et connaisseur des enjeux locaux et des rapports de force qui traversaient le monde grec. Il est l'objet d'une des Vies Parallèles de Plutarque.

## Biographie

### Origines et formation
Titus Quinctius Flamininus naît vers 229 av. J.-C. au sein d'une ancienne famille patricienne de Rome, formant la nobilitas de la cité ; la gens des Quinctii Flaminini, une des trois branches des Quinctii avec les Quinctii Capitolini et les Quinctii Cincinnati semble avoir connu plusieurs membres élevés à la dignité consulaire avant même le parcours de Titus. Son arrière grand-père, notamment, est consul en 271. Son cognomen, Flamininus, lui viendrait de son grand-père, Lucius Quinctius, après qu'il eut été fait flamine de Jupiter autour des années 250. Le prestige de la gens Quinctia provient de son ancienneté dans le paysage de la noblesse romaine. Certains de ses plus lointains ancêtres auraient servi aux côtés du roi Tullus Hostilius, l'accompagnant d'Albe à Rome. La gens Quinctia fournit par la suite à Rome d'illustres noms : Lucius Quinctius Cincinnatus, par exemple, qui devint dans l'historiographie romaine antique l'incarnation d'un idéal républicain, celui de l'agreste romain attaché à sa terre, animé par le devoir, ne quittant ses terres que pour défendre sa cité. Sa famille est donc au centre de la noblesse romaine, par son ancienneté et son prestige dynastique. De ces origines, on peut supposer une éducation politique développée et un héritage culturel fort, influençant sa vision du monde.

### Une ascension permise par une forte crise militaire

La marche d'Hannibal pendant la deuxième guerre punique.

Le parcours de Flamininus débute très tôt et se caractérise par le caractère relativement inhabituel des charges qu'ils détint. Plutarque dit de lui qu'il était ambitieux et épris de gloire. Polybe insiste sur sa prévoyante habileté, un savoir-faire et un discernement rares.
Il entame sa vie politique et militaire en 208 av. J.-C., comme tribun militaire dans la deuxième guerre punique, sous les ordres du consul Marcus Claudius Marcellus (268 - 208 av. J.-C.), grand homme de guerre, cinq fois consul et conquérant de Syracuse, au cours des opérations menées contre Hannibal, qui perd cependant la vie au cours d'une embuscade tendue par Hannibal près de Venusia, l'actuelle Venosa en Italie méridionale, en même temps que son collègue consul Titus Quinctius Crispinus, apparenté à la famille de Flamininus. À la suite de la perte des consuls, Flamininus est fait, en 205 av. J.-C., propréteur à Tarente, ce qui constitue sa première magistrature supérieure, bien qu'elle n'ait pas été issue d'une année en tant que préteur ordinaire élu par le peuple.
Ce passage en Grande Grèce fut un jalon important dans sa carrière. Il y bénéficie d'une prorogation de son imperium de propréteur dès 204, chose déjà exceptionnelle pour un jeune homme de 25 ans. E. Badian explique une telle exception par le fait que l'oncle de Flamininus, Quinctius Claudius Flamen, qui était responsable de la provincia temporaire dont dépendait Tarente, serait mort de manière imprévue en 205 ou 206. En définitive, l'ascension de Flamininus dans des conditions exceptionnelles répond à ce que Fr. K. Drogula qualifie "d'expérimentations légales" formulées par le Sénat romain dans un contexte de guerre et d'urgence militaire en Italie. Au cours de l'année 203, Hannibal quitte l'Italie, et Flamininus reste probablement à Tarente pour y maintenir une garnison militaire.

### Le retour à Rome et l'élection au consulat
On le retrouve assurément à Rome en 200 av. J.-C., membre d'une commission décemvirale chargée de redistribuer des terres et de déduire des colonies de vétérans ayant participé aux campagnes d'Afrique sous les ordres de Scipion l'Africain. Il aurait entre-temps été édile à Rome en 202 av. J.-C., puis questeur en 199 av. J.-C.
Flamininus décide alors de bousculer la coutume politique et présente sa candidature au consulat pour l'année 198 av. J.-C., alors âgé de 29 ans, enfreignant de fait les principes du cursus honorum traditionnel, malgré l'existence de précédents récents : Scipion lui-même, L. Cornélius Lentulus (élu au consulat en 199 sans avoir exercé la préture). Entre 199 et 197, sur les 6 consuls élus, seuls 2 avaient auparavant revêtus la préture. De fait, les lois organiques fixant la carrière des honneurs furent postérieures à ces événements : la lex via annalis n'étant votée qu'en 180 av. J.-C.
Sa candidature, selon Tite-Live, rencontre une certaine opposition de la part des tribuns de la plèbe. Face à ce conflit, la décision aurait été remise entre les mains des patres de Rome, choisissant eux d'en référer aux comices du peuple, qui élisent Flamininus, aux côtés de Sextus Aelius Paetus, qui n'avait pas non plus exercé la préture au préalable. Deux explications ont été formulées par les historiens pour expliquer une ascension aussi rapide vers le consulat : pour Jean-Louis Ferrary et E. Badian, le séjour de Flamininus dans la plus grecque des cités d'Italie, Tarente, lui aurait permis de se forger une culture et une tradition politique grecque jugées idéales pour gérer la situation macédonienne qui s'enlisait de plus en plus. Le philhellénisme affiché du jeune Flamininus aurait été perçu comme un facteur de légitimité politique évidente de la part du Sénat, qui aurait voulu en faire son instrument dans le cadre de la crise macédonienne. A. M. Eckstein quant à lui rejette l'idée d'une élection truquée par le Sénat. Selon lui, c'est au contraire la participation de Flamininus aux commissions décemvirales qui explique son succès : son zèle dans cette tâche lui aurait permis de s'attacher la fidélité et le soutien de nombreux vétérans de Scipion, devenus colons et propriétaires terriens grâce à lui. Ces hommes auraient donc été le principal appui social et clientélaire de l'élection au consulat, car au fond, Flamininus ne peut se parer, en 199, d'aucune victoire militaire quelconque, ni d'aucune victoire diplomatique significative. Au jeune homme hellénisé de Badian et de Ferrary, il faudrait opposer une vision plus pragmatique, celle d'un patricien ambitieux et désireux de concrétiser son avancement précoce en le transformant en véritable prestige politique et militaire. L'une et l'autre théorie se valent : la première reposant finalement sur une conjecture d'éléments faisant sens mais en finalité invérifiable, la seconde reposant avant tout sur les sources anciennes, notamment plusieurs passages de Plutarque.
Pour H. H. Scullard, il ne faut pas non plus écarter la possibilité d'un soutien actif des Fabii, autre famille puissante des débuts de la République romaine, proche de Marcellus et de la gens Quinctia. Il rappelle que T. Quinctius Crispinus a servi sous les ordres de Marcellus, et que le frère de Flamininus fut élu à 16 ans au collège des augures au moment où celui-ci était dirigé par l'ancien dictateur Quintus Fabius Cunctator, héros du début de la guerre et sauveteur de Rome dans l'après Cannae. Il est aussi possible que Flamininus ait bénéficié du soutien tacite de Scipion l'Africain, qui était vraisemblablement favorable à l'intervention militaire contre Philippe V de Macédoine, mais dans une position insuffisamment consensuelle pour rallier autour de ses projets les voix nécessaires pour obtenir à nouveau un commandement militaire d'envergure et diriger une campagne en territoire grec. Selon Scullard, la position paradoxale dans laquelle se trouve Scipion est celle d'un homme providentiel à qui conférer de nouveaux honneurs militaires et de nouvelles victoires serait une menace pour l'équilibre aristocratique traditionnel. En définitive, la crainte que Scipion ne se retirât jamais de la vie publique et dominât trop fortement le paysage politique romain expliquerait son silence prudent au lendemain de la seconde guerre punique et donc le choix de Flamininus. Le choix arrangeait par ailleurs Scipion, puisqu'en soutenant Flamininus, il contrecarrait les ambitions de la principale famille rivale des Cornelii, les Claudii, qui avaient jusque lors géré les campagnes militaires romaines en Grèce.

### La Deuxième guerre de Macédoine

Le monde grec durant la deuxième guerre macédonienne.

Le contexte dans lequel Flamininus accède au consulat est double sur le plan géopolitique pour Rome : d'une part, la résolution progressive des conséquences de la Deuxième guerre punique et d'autre part l'enlisement de la situation macédonienne. En 201, le Sénat reçoit une ambassade venue de Rhodes et de Pergame. La réponse romaine se fit sous forme d'une délégation, chargée de vérifier les allégations et prétentions des partis en présence, composée de C. Claudius Nero (le vainqueur de la bataille du Métaure), P. Sempronius Tuditanus (artisan de la paix de Phoénicé), et M. Aemilius Lepidus. Rapidement, le principe d'une nouvelle guerre est voté par les comices, pendant que les ambassadeurs romains sont chargés de créer un rapport de force favorable à la cité italienne. Ils visitent l’Épire, l'Atintanie, l'Achaïe, Athènes, où ils rencontrent Attale de Pergame, ce dernier réussissant à convaincre l'assemblée de la cité de déclarer la guerre à Philippe V. Les ambassadeurs exposent ainsi aux cités les conditions qu'ils entendent imposer au souverain macédonien pour garantir l'indépendance et la liberté des cités grecques, relativement frileuses à l'idée de revoir passer sur leur territoire des légions romaines particulièrement versées dans le pillage et la confiscation des ressources pour vivre sur le pays. Un ultimatum est envoyé à un des généraux de Philippe, Nicanor, stationné en Attique. Il est demandé au roi de ne plus faire la guerre en Grèce et de réparer les torts faits à Pergame. M. Aemilius Lepidus est envoyé directement auprès de Philippe (qui assiège alors Abydos) pour lui notifier l'ultimatum, instantanément rejeté par le souverain. Ce double ultimatum est selon Jean-Louis Ferrary un tournant dans l'histoire géopolitique de Rome, accentuant le droit que s'arroge la République romaine de s'imposer comme la protectrice d'États sans même que ces derniers soient liés à elle par un quelconque traité.
Rome dépêche sur le théâtre des opérations, en 200 et 199, les deux consuls P. Sulpicius Galba et P. Villius Tappulus, qui échouent cependant à faire évoluer la situation, Philippe s'étant retranché dans le défilé de l'Aoos.
C'est Flamininus qui est alors choisi pour succéder à Publius Sulpicius Galba comme général en chef des armées romaines, au terme d'un tirage au sort qui attribua la province de Macédoine au jeune général, n'ayant pas réussi à s'entendre dans un premier temps avec son collègue Sextus Aelius Paetus. Après avoir été retenu quelque temps en Italie pour des raisons religieuses, le jeune consul fit passer ses troupes en Grèce en traversant rapidement l'Adriatique, faisant escale à Corcyre, et débarquant en Epire. Il relève Villius de ses fonctions. Flamininus stationne ensuite une quarantaine de jours afin d'établir avec son conseil de guerre une stratégie viable (contournement ou attaque frontale) pour prendre d'assaut la position retranchée de Philippe, qui profita de cette phase de temporisation pour ouvrir des négociations par le truchement d'une ambassade.
Au cours de ce face à face, appelé couramment « conférence de l'Aoos » par les historiens modernes, le consul expose ses conditions au roi, qui refusa net et à qui Tite-Live prête la réaction suivante : « quel ordre plus sévère pourrais-tu donner à un vaincu, Titus Quinctius ? ». Philippe acceptait de libérer certaines cités grecques, mais pas de renoncer à la Thessalie, perçue comme une possession héréditaire historique des souverains de Macédoine. Les historiens modernes s'accordent à dire que les conditions posées par Flamininus sont étonnamment dures, plus dures même que celles initialement imaginées par le Sénat. Selon Eckstein, il s'agit là d'une stratégie personnelle de Flamininus visant à retarder le dénouement du conflit pour en tirer un maximum de gloire militaire.
Flamininus, face à ce refus, décide de passer à l'attaque, frontalement, aidé par des informateurs épirotes qui lui indiquent un certain nombre de voies détournées pour organiser une attaque surprise, contraignant Philippe à une retraite vers la Thessalie, au cours de laquelle il pille les cités grecques traversées pour éviter que Flamininus puisse bénéficier des richesses du pays. De son côté, épargnant le pays, Titus est accueilli avec enthousiasme et de nombreuses cités se rallient à lui.
Acculé, Philippe rouvrit de lui-même les négociations en novembre 198, exercice auquel Flamininus se plia, étant lui-même incertain de la prolongation de son commandement en Grèce. À nouveau les alliés de Rome exigent le retrait complet des troupes macédoniennes de la Grèce. Un compromis est établi : Philippe laisse à Rome l'Illyrie, aux Achéens Argos et Corinthe, à Rhodes sa Pérée, aux Etoliens Pharsale et Larissa. Le consul accepte, malgré les objections rhodiennes et pergaméniennes et offre une trève de deux mois, afin - probablement - de gagner la confiance du roi en se faisant passer pour modéré. Par la suite, Titus continua de forger ses réseaux et ses relations afin d'ôter au roi la possibilité de se forger de nouvelles alliances en Grèce. Prorogé dans son commandement, Flamininus sortit d'autant plus renforcé quand Philippe envoya ses ambassadeurs auprès du Sénat pour y négocier certains termes, comprenant qu'il avait été en fait doublé. Les discussions furent ajournées et les hostilités reprirent jusqu'à leur conclusion victorieuse à la bataille de Cynoscéphales en Thessalie (197). Forcé de se rendre, Philippe V doit rendre tous les territoires qu'il avait conquis sur les cités grecques et payer à Rome une amende de 1 000 talents. Flamininus ne donne toutefois pas satisfaction aux ennemis de la Macédoine, comme les Étoliens qui souhaitaient voir ce royaume démembré.

### Un nouvel «hégémôn»de la Grece?
À la fin de l'année 197, la nouvelle de la victoire de Cynoscéphale parvient au Sénat, suivie de près par des légats de Flamininus et d'une cohorte d'émissaires des cités grecques et du roi de Macédoine pour négocier les conditions de la paix. L. Furius Purpurio et M. Claudius Marcellus, le fils du conquérant de Syracuse mort à Venusia, nouvellement élus consuls, furent chargés de mener les négociations. Marcellus s'opposa au règlement du conflit qu'avait formulé Flamininus, soutenant l'idée de la précarité d'une telle paix, pensant que Philippe reprendrait les armes aussitôt les armées romaines rentrées en Italie. En réalité, il est possible que Marcellus ait voulu récupérer à son compte la direction des opérations en Grèce, mais il rencontra surtout l'opposition de deux tribuns de la plèbe acquis à Flamininus et la paix fut mise au vote devant les comices tributes, qui validèrent à l'unanimité les choix faits par Titus. Une commission décemvirale fut formée pour être envoyée auprès du jeune général pour l'assister dans la gestion des affaires grecques. Ces commissaires, armés d'un senatus consultum contenant toutes les conditions de règlement de la paix et avançant l'idée d'une liberté des cités grecques, rejoignent Flamininus en 196 à Elateia, où il avait formé ses quartiers d'hiver.

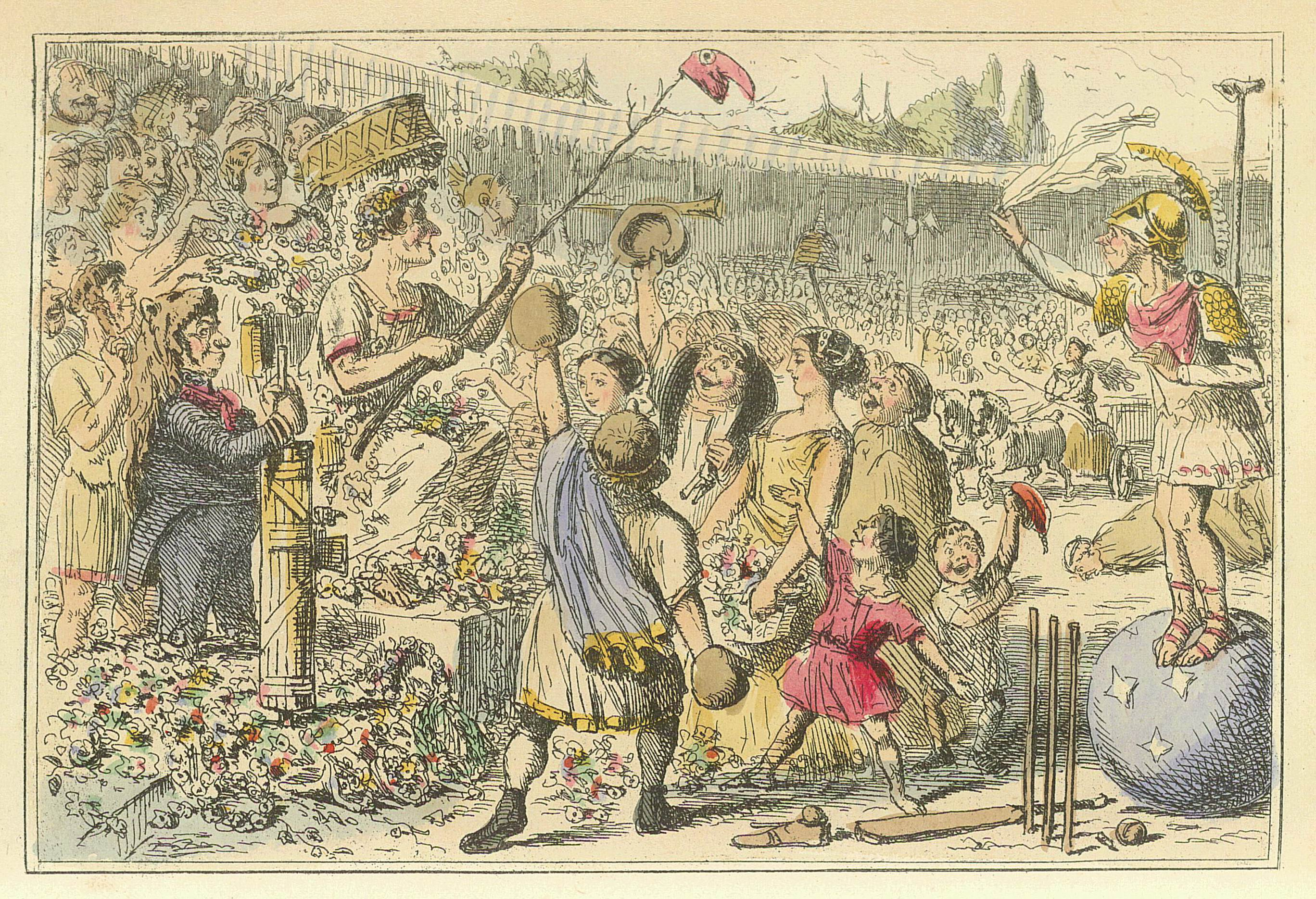
La proclamation de la liberté des cités grecques par Flamininus, tirée d'une histoire de Rome illustrée du XIXe siècle.

En 196, Flamininus se rend aux Jeux isthmiques à Corinthe où il proclame au cours d'un discours, sur la base du contenu de la décision du Sénat, la liberté des cités grecques. Les historiens modernes débattent sur la paternité de cette idée de liberté des cités grecques : Flamininus était-il l'instigateur personnel de cette inflexion dans la politique sénatoriale ? Faut-il y voir - comme S. Dmitriev - une manœuvre des émissaires et ambassadeurs grecs ? A. M. Eckstein soutient qu'il est peu probable que les émissaires des cités aient pu avoir un tel poids sur le libellé du sénatus-consulte, et qu'il faut y voir en réalité la manœuvre des légats de Titus, portant la parole d'un général vainqueur pour qui on avait décrété cinq jours d'actions de grâce. Ce slogan de la liberté comporte trois fonctions selon S. Dmitriev : d'abord, il constituait le meilleur moyen de déclencher à nouveau des hostilités si Rome estimait que cette liberté était à nouveau mise en péril. Ensuite, elle permettait de favoriser une forme d'instabilité par le ''statu quo, forçant d'une certaine façon tous les interlocuteurs à en référer à Rome comme arbitre obligé. Enfin, cela permettait de définir simplement les rapports entre cités de rois hellénistiques. Rome phagocytait d'une certaine façon les prérogatives traditionnelles du souverain hellénistique.
Selon J.-L. Ferrary, le choix de la ville de Corinthe pour une telle proclamation n'est pas non plus anodin : c'était un haut lieu historique et culturel pour les Grecs ; c'était aussi le lieu de la convocation des cités par Sparte pour organiser la résistance aux Perses ; c'était le lieu de la « paix commune » proclamée par Philippe II de Macédoine après Chéronée, le lieu de la succession d'Alexandre à son père en tant qu'hégèmôn de la Ligue de Corinthe. Philippe V lui-même avait choisi Corinthe pour y convoquer le synédrion en 220. Les Jeux isthmiques étaient quant à eux une des plus grandes manifestations de l'idéal agonistique grec. Enfin, il s'agissait peut-être aussi pour Flamininus de s'ériger non pas en barbare venu d'Italie, mais en philhellène convaincu, protecteur des cités et de leurs traditions historiques et culturelle, contre la menace incarnée par le souverain séleucide, Antiochos III, assimilé à un nouveau Xerxès, comme le souligne le poème composé par Alcée de Messénie à cette occasion : 

« Xerxès a conduit l’armée perse vers la terre des Grecs ;
Vers la même région, Flamininus a poussé l’armée romaine
Depuis la riche Italie ; mais le premier est venu pour jeter
Le joug sur l’Europe, et le second, pour donner la liberté
Aux Grecs. »

Pour Jean-Louis Ferrary toujours, le comportement de Flamininus et les choix qu'il fait sont tout à fait conscients et procèdent d'un comportement de facto similaire à celui d'un hégèmôn des cités grecques.
Par la suite, Flamininus intervient pour libérer Argos occupée par le roi Nabis de Sparte en l'expurgeant de la citadelle. Le général profite de cette victoire pour faire une entrée triomphale à Argos et pour assister aux Jeux néméens, avant de se retourner contre la Laconie et de piller Sparte.

### Flamininus, un évergète accompli
Toujours confirmé dans son commandement, il passe les deux années qui suivent la proclamation de Corinthe à organiser les relations entre les villes et les confédérations de cités. À cette occasion, il multiplie les gestes de générosité, de philanthropie, auprès des cités visitées.
Loin de se contenter de symboles, il jette en réalité les bases d'une activité diplomatique, politique et géopolitique nouvelle, visant à réorganiser la Thessalie, la Magnésie, la Perrhébie. Il met en place une nouvelle ligue thessalienne qui perdura jusqu'au règne de Dioclétien au IIIe siècle de notre ère. Flamininus s'érige progressivement en patron de plusieurs cités, notamment Cyrèties, avec laquelle plusieurs échanges de lettres nous ont été transmis par des inscriptions. Au cours de cette tournée, il revêt le rôle d'un nourricier des cités et fait de nombreuses offrandes, notamment son propre bouclier (sur lequel une inscription figurait, transmise par Plutarque), qu'il dédie au sanctuaire d'Apollon à Delphes, où il dédie aussi des boucliers d'argent en l'honneur des Dioscures, et une couronne d'or en hommage à Apollon.
Ces gestes de bienfaisance et de générosité lui valent une reconnaissance forte des cités, selon le principe de réciprocité du don qui régit l'évergétisme antique. En effet, dans le système de relations entre souverains et cités hellénistiques, la contrepartie d'un don est un autre don. En échange de l'octroi de statuts politiques particuliers, les cités multiplient les marqueurs honorifiques. Flamininus reçoit des honneurs de cités qui développent des cultes à la déesse Roma. Il est célébré notamment à Gythion, à Argos, où sont créées des festivités en son honneur, les Titeia. Des statues lui sont offertes à Corinthe. On pense d'ailleurs que la statue découverte à Rome, au pied du Quirinal, appelée couramment le « Général des Thermes » ou le « Dynaste Hellénistique » est une représentation de Quinctius Flamininus : l'absence de symbole royal, la légère barbe piquetée comme on pourrait l'observer sur la tête de bronze de San Giovanni Lipioni du Cabinet des Médailles, le style volontairement proche de l'Alexandre à la lance dû à Lysippe, ont fait pencher pour une telle identification. Selon J.-Ch. Balty, cette statue fut installée non loin d'un temple d'Apollon à Rome à l'occasion du triomphe de Flamininus lors de son retour à Rome en 194. Selon François Queyrel, cette identification est abusive, du fait des divergences entre le Général des Thermes et le portrait monétaire de Titus Quinctius Flamininus.

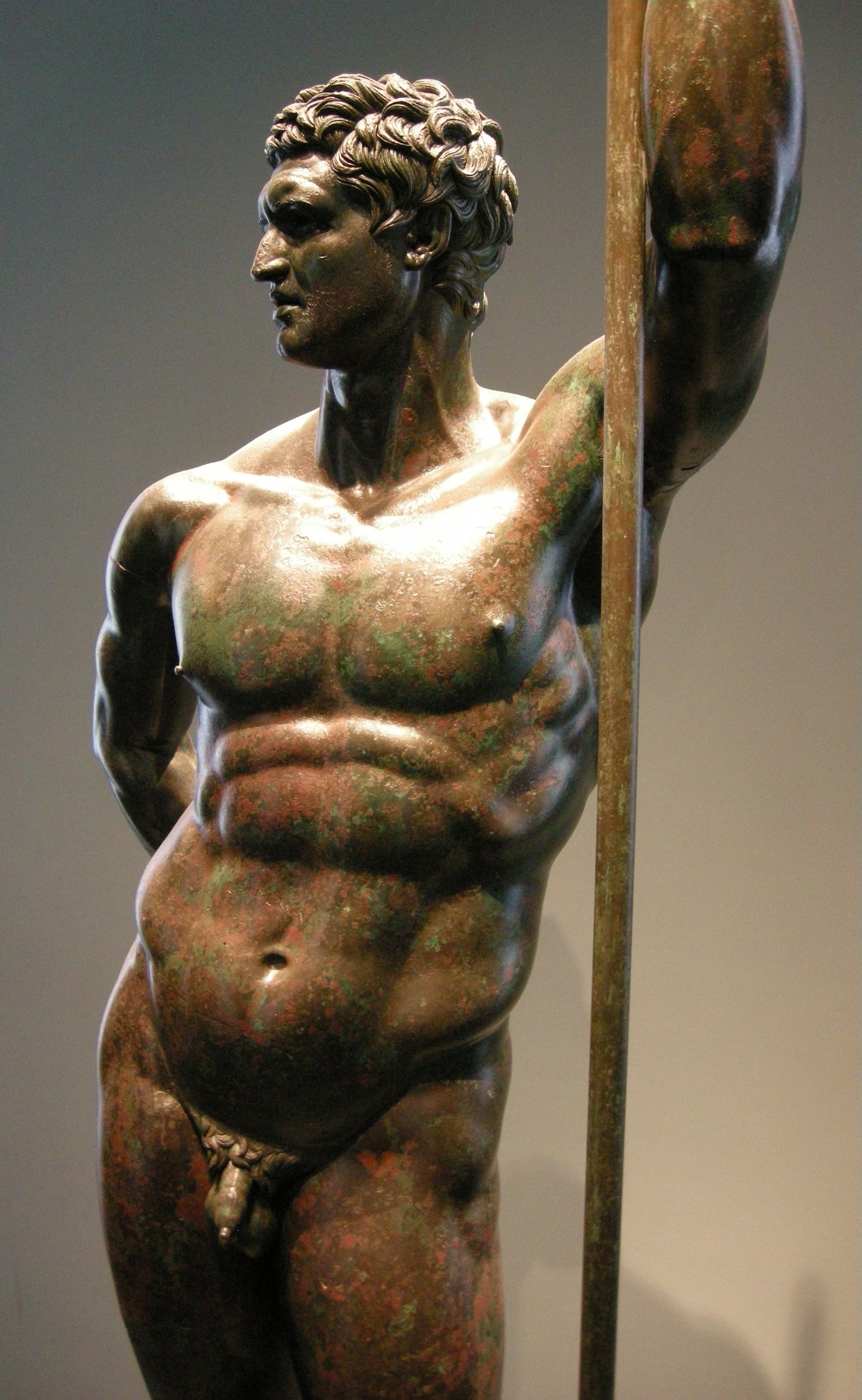
Le Général des Thermes, aussi appelé « prince » ou « dynaste » hellénistique.
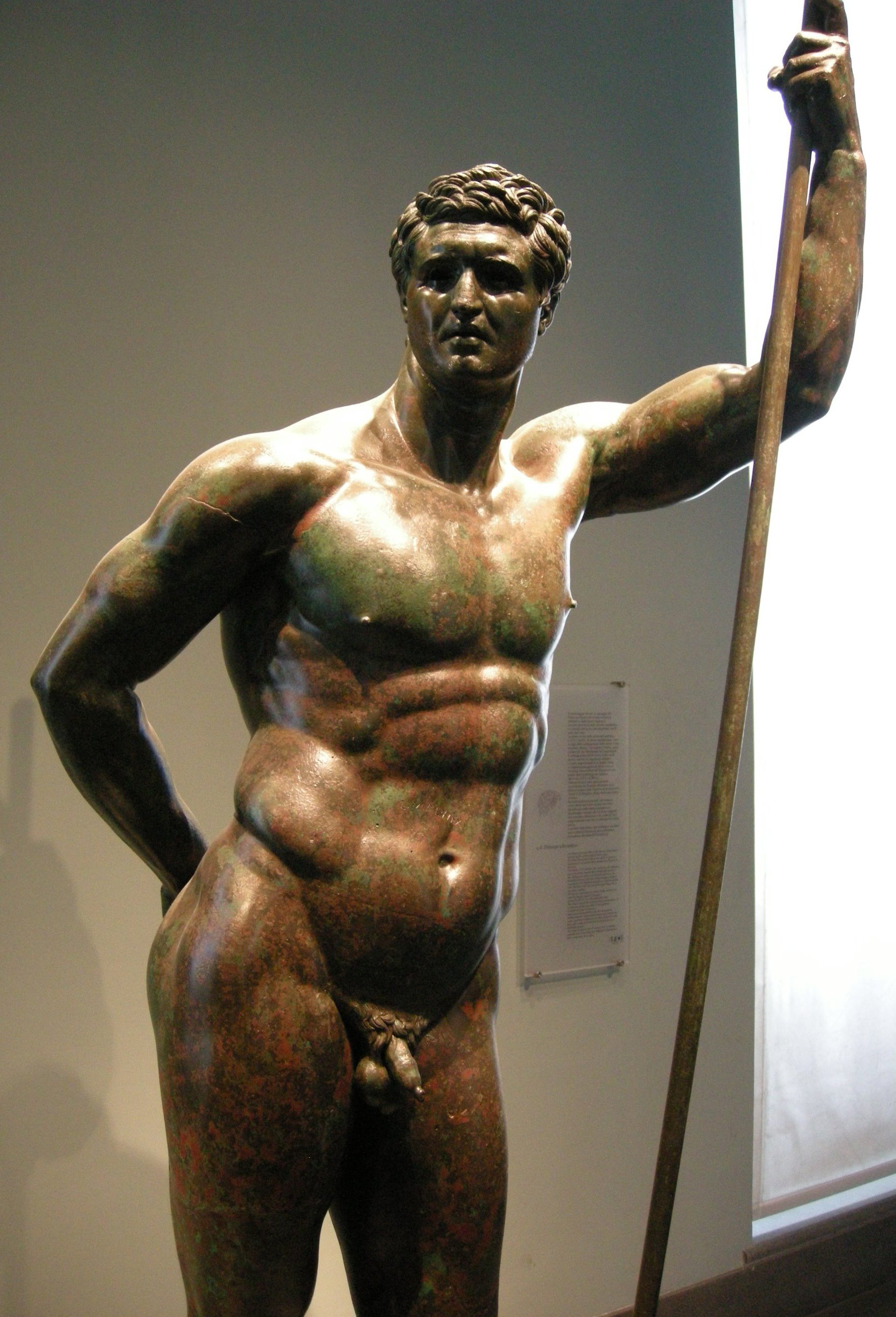
Le Général des Thermes, aussi appelé « prince » ou « dynaste » hellénistique.
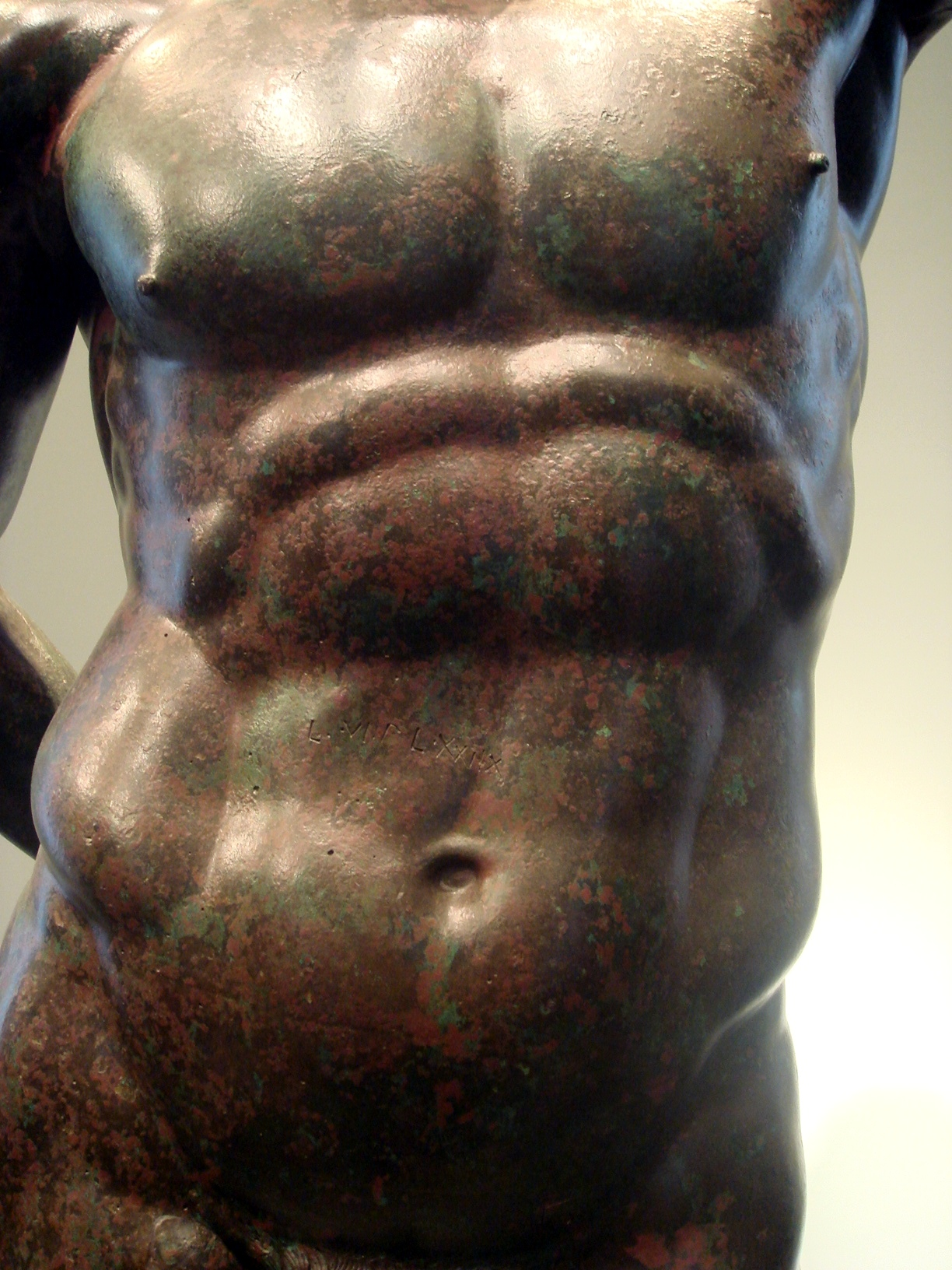
Le Général des Thermes, aussi appelé « prince » ou « dynaste » hellénistique.
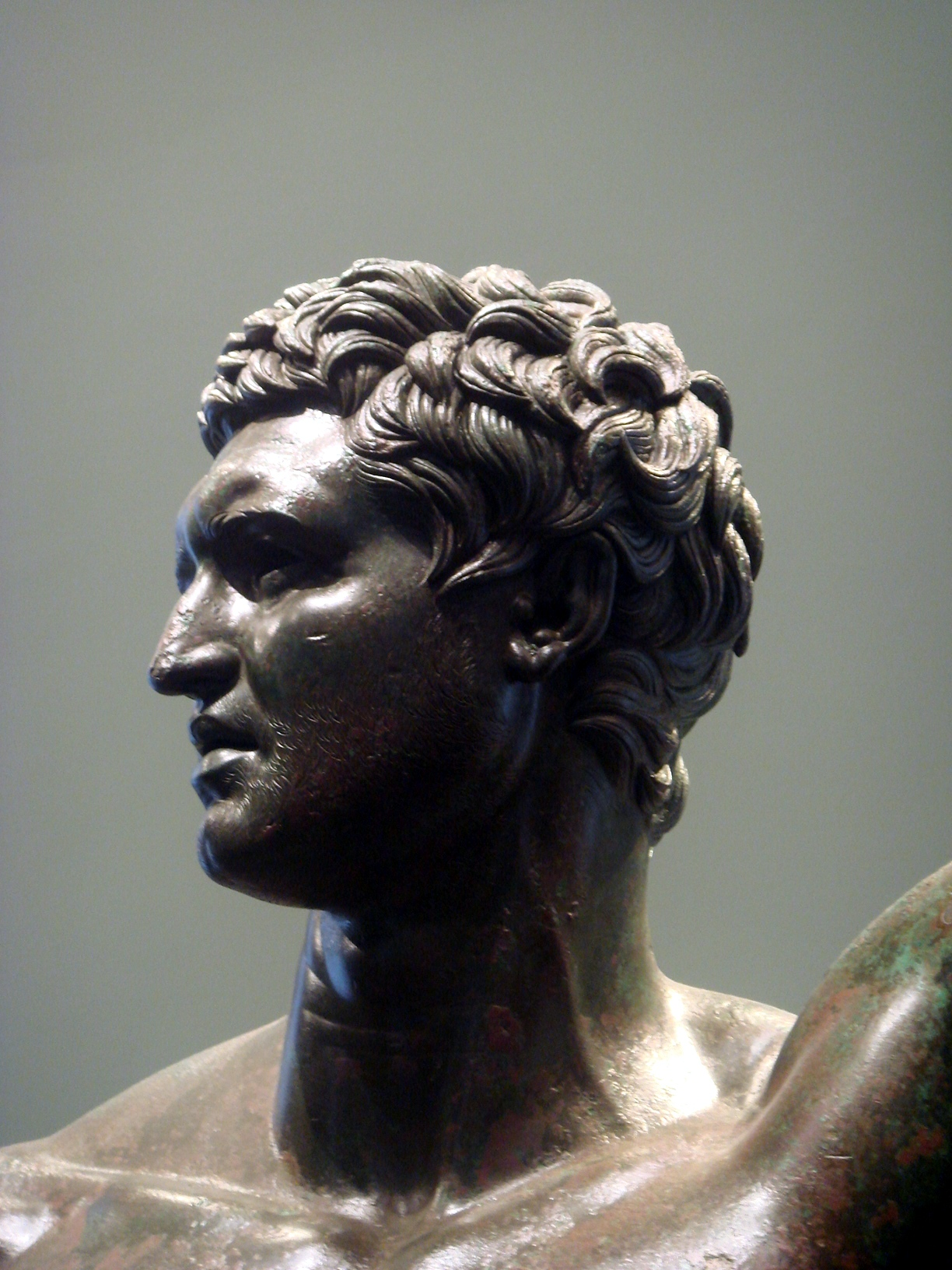
Le Général des Thermes, aussi appelé « prince » ou « dynaste » hellénistique.
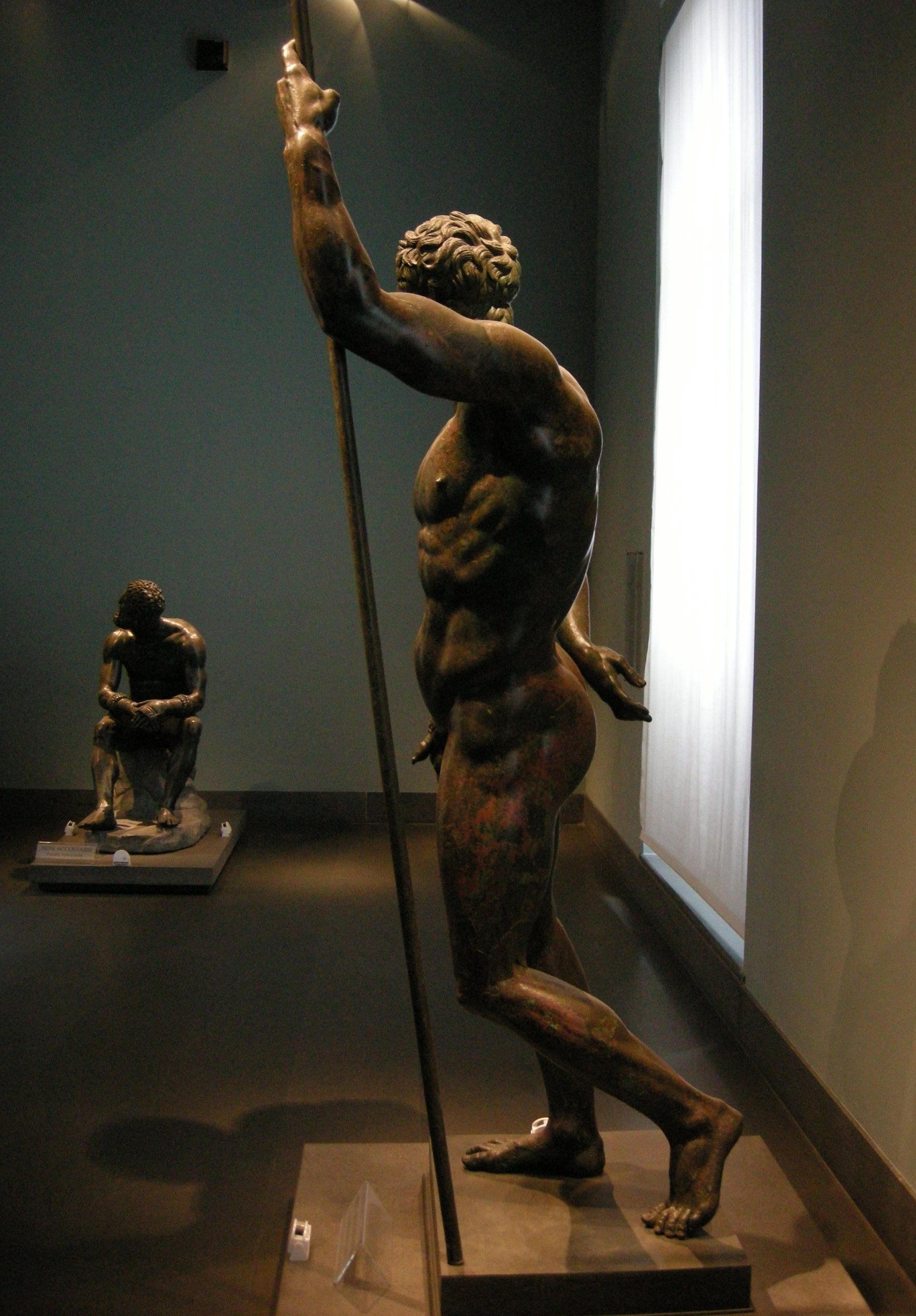
Le Général des Thermes, aussi appelé « prince » ou « dynaste » hellénistique.

### Fin de carrière: un négociateur incontournable
Selon Pierre-Luc Brisson, auteur de la plus récente synthèse biographique historique française centrée sur l’œuvre politique de Flamininus, il faut pondérer le romantisme excessif qui existe autour de la figure du général. Si Titus Quinctus Flamininus s'illustre par son incontestable finesse et sa complexité, il revêt dans les sources l'habit d'une figure idéale, celle du général philhellène qui sait faire triompher Rome par son génie. Flamininus reste un général pragmatique capable d'une brutalité certaine, notamment lorsqu'il détruit Phaloria, ou lorsqu'il pille Elatée. L'historien Fr. Von Raumer a comparé Flamininus à Talleyrand, insistant sur son esprit calculateur et rationnel. Ce « philhellénisme réaliste » - expression que l'on doit à J.-L. Ferrary) sert avant tout en réalité les buts politiques romains, mais il permet à Flamininus de franchir avec efficacité les murs symboliques de la gloria et de la fama, qui sont l'objet et le but de la compétition aristocratique romaine, dans laquelle il n'était pas seul à vouloir se hisser au sommet.
Quand Eumène II de Pergame en appelle à Rome dans sa dispute contre le roi séleucide Antiochos III, le sénat envoie Flamininus négocier avec lui en 192 et le prévenir de ne pas interférer avec la liberté des Grecs. Ces négociations sont un échec, et Rome est bientôt en guerre avec Antiochos, qu'elle défait aux Thermopyles en 191. En 189, il est censeur avec pour collègue M. Claudius Marcellus. En 183, Flamininus est de nouveau envoyé en mission diplomatique, cette fois auprès du roi Prusias Ier de Bithynie auprès de qui s'est réfugié Hannibal : ce dernier préfère se suicider plutôt que d'être livré aux Romains. La fin de la vie de Flamininus est obscure : il meurt probablement vers 174.

## Postérité et historiographie

### Les sources littéraires antiques
Les sources antiques firent une part belle au parcours de Titus Quinctius Flamininus. Dès les ouvrages de Polybe, son action est mise en avant. Tite-Live, quant à lui, y consacre de nombreux passages, s'appuyant d'ailleurs sur Polybe pour composer sa quatrième décade. Enfin, Plutarque consacre à Flamininus une de ses vies parallèles.

#### Polybe et Tite-Live
Né en 200 av. J.-C., Polybe fut contemporain de plusieurs acteurs des événements traversés par Flamininus. Il est certain qu'il a eu accès à des archives de première main une fois qu'il fut otage à Rome, après la défaite de Pydna.
On suppose que Polybe a pu recueillir en personne les témoignages de dirigeants achéens ayant côtoyé Flamininus lors de ses missions en Grèce. Il en admire l'habileté politique, la clairvoyance dans la conduite des opérations militaires. On retrouve sous sa plume des passages tels que : « parmi tous les Romains, aucun n’avait montré une sagacité supérieure » ou « Dans la conduite des entreprises que lui avait confié la cité, comme dans celle de ses affaires personnelles, il faisait preuve d’un savoir-faire et d’un discernement insurpassables ». Polybe ne se prive cependant pas de parler des ambitions fortes du jeune Titus, tentant d'allier impératifs de guerre, objectifs diplomatiques complexes, et intérêts propres vis-à-vis de sa carrière politique. Cette image d'ambitieux peut avoir eu pour origine chez Polybe sa proximité avec le clan de Paul-Emile, dont certains partisans avaient pu s'opposer à la politique de Flamininus, ou encore l'admiration que vouait Polybe à d'anciens adversaires de Flamininus, tels Philipoemen, chef de guerre achéen à qui Polybe a consacré une biographie aujourd'hui perdue.
La vie et le parcours de Flamininus sont régulièrement évoqués dans la quatrième décade de l'Ab Urbe Condita Libri de Tite-Live, composé au début de l'époque augustéenne. Les livres 31 à 40 couvrent en effet les 22 ans qui suivent la Deuxième guerre punique, et relatent donc les événements de la Deuxième guerre de Macédoine et de la guerre contre Antiochos III.
Tite-Live s'appuie probablement sur le travail de plusieurs annalistes, notamment Valerius Antas et Claudius Quadrigarius qui donnent un squelette primitif au récit général, ainsi qu'il s'appuie sur les histoires de Polybe, son devancier d'un peu plus d'un siècle, dont il loue la rigueur et l'autorité. La principale difficulté de l'utilisation de Polybe pour Tite-Live est de faire coïncider la chronologie grecque, fondée sur les olympiades, avec la chronologie des années consulaires, ce qui entraîne parfois quelques erreurs chronologiques.

#### Plutarque
La troisième source fondamentale pour tenter de reconstituer la vie de Flamininus est la Vie que lui consacre Plutarque, mise en parallèle de la vie du général achéen Philopoemen (253 - 183 av. J.-C.), son exact contemporain, originaire de Mégalopolis, qui combattit contre Flamininus.
Plutarque cherche à brosser un portrait personnel et moral des personnages sur lesquels il écrit : selon lui, les traits d'esprit sont mieux à même d'illustrer le caractère que les grandes victoires militaires. Pour autant que Plutarque doit beaucoup à ses devanciers, Polybe et Tite-Live, les chercheurs considèrent avec grande prudence la teneur de ce portrait biographique, très idéalisé et tronquant parfois assez sévèrement le réel : Plutarque qualifie ainsi la campagne militaire de Thessalie de promenade, omettant la plupart des villes ayant opposé au général romain une résistance acharnée. Au fond, l'insistance de Plutarque sur la nature philhellénique du consul occulte totalement ses intentions politiques et ses motivations stratégiques. Cependant, le portrait permet de mesurer la tradition qui s'était déjà figée autour du général.

### Sources numismatiques
Un des témoignages les plus prégnants et prestigieux du passage et de l’œuvre de Flamininus en Grèce est son monnayage d'or frappé à son effigie. Seuls une dizaine d'exemplaires de ces statères nous sont parvenus. Quatre conservés dans les cabinets des médailles de Paris, Londres, Berlin, Athènes, et six dans des collections privées.
Ces émissions monétaires reprennent le calibre du statère attique avec un poids moyen de 8,53 grammes. Au droit, on trouve le portrait de Titus Quinctius Flamininus vers la droite, représenté barbu sur le mode du général en campagne, dans la force de l'âge. Les joues sont nettes et bien délimitées, le nez fort et aquilin, le menton fuyant, la pomme d'Adam saillante. Au revers, on trouve une représentation de la déesse Nikè, la Victoire, tenant dans la main une palme du vainqueur, et de l'autre une couronne qu'elle semble poser sur le nom du général inscrit au génitif sous la forme « T. QVINCTI ». Cinq coins différents ont été utilisés pour émettre ces monnaies. F. de Callataÿ suppose que loin d'être simplement une émission honorifique, il s'agissait d'une monnaie qui circulait en dehors des cercles des officiers et dignitaires de l'armée romaine en souvenir de la victoire de 197. Il estime qu'environ 100 000 de ces monnaies d'or furent frappées, mais ce chiffre semble largement exagéré au vu de l'utilité réelle de la monnaie d'or sur le marché de la consommation courante dans l'Antiquité.
Ce monnayage fit couler beaucoup d'encre, car il s'agissait de la première représentation d'un général romain sur une monnaie de son vivant. Il faut en effet attendre par la suite l'époque d'activité de Jules César ou de Marc-Antoine pour retrouver une telle représentation personnalisée et portraiturée dans la monnaie romaine. L'influence hellénistique à l’œuvre dans la conception de cette frappe exceptionnelle ne fait aucun doute chez les historiens modernes, tant et si bien qu'il ne s'agit d'ailleurs pas, selon plusieurs d'entre-eux, d'une monnaie strictement romaine. Ces frappes reprennent en effet beaucoup des canons de la monnaie macédonienne contemporaine, et notamment les émissions de Philippe V de Macédoine, à la différence près que Titus Quinctius ne porte aucun insigne royal, comme le diadème. J. M. C. Toynbee formule même l'hypothèse que les graveurs ayant réalisé le coin étaient en fait issus d'ateliers travaillant pour la dynastie antigonide : au-delà même des ressemblances avec les portraits de Philippe et de ceux - plus tardifs - de Persée, l'imagerie de la Nikè était de fait courante depuis le monnayage d'Alexandre le Grand. La maladresse de réalisation du « Q », ressemblant à un rhô grec, appuie par ailleurs cette interprétation.
L'utilisation du type monétaire de la victoire ailée, courante chez les souverains macédoniens, renvoie selon les historiens à une signification multiple : affirmation et exaltation de ses exploits militaires à Cynoscéphales, affirmation de l'éthos guerrier aristocratique romain (reposant sur la virtus et la gloria), affirmation de sa propre individualité et personnalité grâce au portrait hellénistique, dirigée à la fois vis-à-vis des Grecs qui doivent reconnaître son autorité, mais aussi vis-à-vis du Sénat, en tant que jeune imperator. Le proconsul s'inscrit donc dans la lignée des rois hellénistiques sur le plan idéologique, faisant de la victoire militaire la preuve de sa légitimité politique et de la faveur des dieux dans les paradigmes helléniques.

### Une figure longtemps délaissée par les Modernes
Selon Ernst Badian, dans une conférence présentée à Cincinnati en avril 1970, la figure de Flamininus a longtemps été délaissée par les premiers travaux historiques que l'on doit aux humanistes de la Renaissance. Les premières sommes historiques britanniques et allemandes sur l'histoire de Rome ne lui font pas non plus justice, selon lui. Absent chez Pétrarque, chez Machiavel, chez Dante, malgré l'aspect philosophique de leurs réflexion, Flamininus n'a trouvé qu'assez tardivement dans l'historiographie la juste place eu égard au rôle capital qu'il joue dans le dénouement de la Seconde guerre de Macédoine et dans la définition d'une politique romaine en Grèce. En réalité, le jeune consul est écarté de ce panorama moral et historique par d'autres figures contemporaines, comme Scipion l'Africain, ou Scipion Émilien, généraux vainqueurs respectivement de la deuxième et de la troisième guerre punique. Les Scipions ont mobilisé plus régulièrement la plume des historiens, comme Pierre Grimal et son « Siècle des Scipions ». Flamininus est par exemple étonnamment absent de l'Encyclopaedia Britannica de 1768, et il faut attendre 1797 pour l'y trouver. L'Encyclopédie de Diderot et d'Alembert n'y font référence que dans une notice sur les Jeux isthmiques de 196, en commettant d'ailleurs une erreur à son nom. Le Grosses Universal-Lexicon allemand, quant à lui, lui consacre une brève notice mais écorche aussi son cognomen en Flaminius, erreur due entre autres à Aurélius Victor, auteur latin du IVe siècle de notre ère.

### Un général philhellène et pragmatique
La tradition littéraire ancienne retient de Flamininus qu'il était un aristocrate cultivé, philhellène. Plutarque, dans sa vie de Flamininus, dit de lui qu'il « était d'un commerce extrêmement agréable et plein de grâce et d'esprit dans la conversation ». C'est en partie cette image, accolée à celle du libérateur de la Grèce, qui lui vaut cette aura romantique au XIXe siècle, chez Théodore Mommsen par exemple, qui le dépeint comme l'incarnation d'une nouvelle génération de nobles plus charmés par la culture grecque que par les traditions de leurs aïeux. C'est d'ailleurs selon lui cette affection pour la culture grecque qui engendre l'échec du statu quo - qualifié par l'érudit allemand d'édifice pitoyable - établi par Flamininus au lendemain de la Deuxième guerre de Macédoine. La tendresse de ces nouveaux aristocrates pour la culture grecque leur aurait ainsi masqué la « dissolution morale de la nation hellène ».
La popularité de Mommsen influença considérablement l'historiographie anglo-saxonne concernant Flamininus : Tenney Frank en reprend globalement les conclusions dans son ouvrage Roman Imperialism, publié en 1914, qui servit de référence prépondérante dans l'étude du monde romain dans le monde académique américain jusqu'aux années 1950.
Pour d'autres, notamment W. Ihne (1821 - 1902), il fallut très tôt réhabiliter la figure du général. Selon Ihne, la théorie du « sentimentalisme » de Flamininus ne vaut pas et il faut voir dans ses actions la sincère préoccupation pour le sort et les intérêts romains. On retrouve cette théorie chez V. Duruy (1811 - 1894), qui qualifie même l’œuvre de Flamininus de « machiavélique ».
Pour les contemporains, si Flamininus est une de ces premières figures de philhellénisme romain, il sut très tôt faire la distinction entre inclination culturelle et nécessités politiques : son affection pour le monde grec et sa culture était avant tout une arme pour la connaissance des ressorts politiques propres aux cités de l'Hellade afin de tirer le meilleur parti de la situation de conflit dans laquelle il était impliqué.

### Sources primaires sur Flamininus
- Souda, A. Adler (éd. de), Leipzig, Teubner, vols. 1-4, 1928-1935.
- Aristote, Rhétorique, trad. d’André Motte, dans R. Bodéüs (dir.), Œuvres, Paris, Gallimard, Bibliothèque de la Pléiade, 2014, p. 701-873.
- Denys d’Halicarnasse, Antiquités romaines, tome I : livre I, trad. de Valérie Fromentin, Paris, Belles Lettres, 1998.
- Diodore de Sicile, Bibliothèque historique. Fragments, tome III : livres XXVIIXXXII, trad. de Paul Goukowsky, Paris, Belles lettres, 2012.
- Plutarque, Œuvres morales, tome VII, première partie, trad. de Jean Dumortier et Jean Defradas, Paris, Belles lettres, 1975.
- Plutarque, Vies, tome V : Aristide-Caton l’Ancien, Philopoemen-Flamininus, trad. de Robert Flacelière et Émile Chambry, Paris, Belles lettres, 2003.
- Plutarque, Vies, tome IX : Alexandre-César, trad. de Robert Flacelière, Paris, Belles lettres, 1975.
- Polybe, Histoires : livre I, trad. de Paul Pédech, Paris, Belles lettres, 1969.
- Polybe, Histoires : livre IV, trad. de Jules de Foucault, Paris, Belles lettres, 1972.
- Polybe, Histoires : livre V, trad. de Paul Pédech, Paris, Belles lettres, 1977.
- Polybe, Histoires : livre VI, trad. de Raymond Weil, Paris, Belles lettres, 1977.
- Polybe, Histoires : livres X-XI, trad. d’E. Foulon et R. Weil, Paris, Belles lettres, 1990.
- Polybe, Histoires : livres XIII-XVI, trad. de Raymond Weil, Paris, Belles lettres, 1995.
- Polybe, Histoires, trad. de Denis Roussel, Paris, Gallimard, 2003.
- Salluste, La Guerre de Jugurtha, trad. d’Alfred Ernout, Paris, Belles Lettres, 2012.
- Strabon, Géographie, tome III : Livres V et VI, trad. de François Lasserre, Paris, Belles lettres, 1967.
- Tite-Live, Histoire romaine, tome I : livre I, trad. de G. Baillet, Paris, Belles lettres, 1954.
- Tite-Live, Histoire romaine, tome XIX : livre XXIX, trad. de Paul François, Paris, Belles lettres, 1994.
- Tite-Live, Histoire romaine, tome XXI : livre XXXI, trad. d’Alain Hus, Paris, Belles lettres, 1977.
- Tite-Live, Histoire romaine, tome XXII : livre XXXII, trad. de Bernard Mineo, Paris, Belles lettres, 2003.
- Tite-Live, Histoire romaine, tome XXIII : livre XXXIII, trad. de Guy Achard, Paris, Belles lettres, 2001.
- Tite-Live, Histoire romaine, tome XXV : livre XXXV, trad. de Richard Adam, Paris, Belles lettres, 2004.
- Tite-Live, Histoire romaine, Livres XXXI à XXXV, trad. d’Annette Flobert, Paris, Flammarion, 1997.
- Tite-Live, Histoire romaine, tome XXX : livre XL, trad. de Christian Gouillart, Paris, Belles lettres, 1986.
- Valère Maxime, Faits et dits mémorables, tome I : livres I-III, trad. de Robert Combès, Paris, Belles lettres, 1995.

### Ouvrages et articles modernes
- Ernst Badian, Foreign Clientelae, Oxford, Oxford University Press, 1958.
- Ernst Badian, Roman Imperialism in the Late Republic, New York, Cornell University Press, 1968.
- Ernst Badian, Titus Quinctius Flamininus : Philhellenism and Realpolitik, Cincinnati, University of Oklahoma Press, 1970.
- Ernst Badian, « The Family and Early Career of T. Quinctius Flamininus », JRS, 61, 1971, p. 102-111.
- Jean-Charles Balty, « La statue de bronze de T. Quinctius Flamininus ad Apollinis in circo », MEFRA, 90, 1978, p. 669-686.
- Pierre-Luc Brisson, Le libérateur de la Grèce. Titus Flamininus et l'héritage hellénistique, Québec, Presses de l'université Laval, 2018.
- Fred K. Drogula, Commanders and Command in the Roman Republic and Early Empire, Chapel Hill, University of North Carolina Press, 2015.
- Arthur M. Eckstein, « T. Quinctius Flamininus and the Campaign against Philip in 198 B.C. », Phoenix, 30, 1976, p. 119-142.
- Arthur M. Eckstein, Senate and General : Individual Decision Making and Roman Foreign Relations, 264-194 B.C., Berkeley, University of California Press, 1987.
- Arthur M. Eckstein, « Polybius, the Acheans and the ‘Freedom of the Greek’ », GRBS, 31, 1990, p. 45-71.
- Arthur M. Eckstein, Moral Vision in the Histories of Polybius, Berkeley, University of California Press, 1995.
- Arthur M. Eckstein, « The Pact Between the Kings, Polybius 15.20.6, and Polybius’ View of the Outbreak of the Second Macedonian War », CPh, 100, 3, 2005, p. 228-242.
- Arthur M. Eckstein, Mediterranean Anarchy, Interstate War and the Rise of Rome, Berkeley, University of California Press, 2006.
- Arthur M. Eckstein, Rome Enters the Greek East : From Anarchy to Hierarchy in the Hellenistic Mediterranean, 230-170 BC, Malden MA et Oxford, Wiley-Blackwell, 2008.
- Arthur M. Eckstein, « Livy, Polybius, and the Greek East », dans B. Mineo (dir.), A Companion to Livy, Chichester, Wiley-Blackwell, 2015, p. 407-422.
- Jean-Louis Ferrary, « Rome, les Balkans, la Grèce et l’Orient au IIe siècle avant J.-C. », dans Claude Nicolet (dir.), Rome et la conquête du monde méditerranéen to. 2 : Genèse d’un empire, Paris, Presses Universitaires de France, 2001, [1re ed. 1978], p. 729-788.
- Jean-Louis Ferrary, Philhellénisme et impérialisme. Aspects idéologiques de la conquête romaine du monde hellénistique, Rome, École française de Rome, 1988 [2re éd. 2014].
- Jean-Louis Ferrary, « De l’évergétisme hellénistique à l’évergétisme romain », Actes du Xe congrès international d’épigraphie grecque et latine, Nîme, 4-9 octobre 1992, Paris, Publications de la Sorbonne, 1997, p. 199-225.
- Jean-Louis Ferrary, « Le monde hellénistique, Rome et la notion d’équilibre international », dans C. Bearzot, Fr. Landucci et G. Zecchini (dir.), L’equilibrio internazionale dagli antichi ai moderni, Milan, 2005, p. 45-57.
- Jean-Louis Ferrary, Rome et le monde grec, Paris, Belles lettres, 2017.
- Maurice Holleaux, Rome, la Grèce et les monarchies hellénistiques au IIIe siècle avant J.-C., Paris, Éditions de Boccard, 1921.
- Maurice Holleaux, « Les conférences de Lokride et la politique de T. Quinctius Flamininus (198 av. J.-C.) », dans Études d’épigraphie et d’histoire grecques, to. V, 2e partie : Rome, la Macédoine et l’Orient grec, Paris, Adrien-Maisonneuve, 1957 [1re pub. 1923, REG], p. 29-79.
- Maurice Holleaux, « Rome, Philippe de Macédoine et Antiochos », dans Études d’épigraphie et d’histoire grecques, to. V, 2e partie : Rome, la Macédoine et l’Orient grec, Paris, Adrien-Maisonneuve, 1957 [1re pub. 1930, CAH], p. 295-432.
- SCULLARD, Howard Hayes, Roman Politics, 220-150 B.C., Oxford, Oxford University Press, 1951.
- Christopher Smith et Liv Mariah Yarrow, (dir.), Imperialism, Cultural Politics, and Polybius, Oxford, Oxford University Press, 2012.
- Frank W. Walbank, Philip V of Macedon, Cambridge, Cambridge University Press, 1940. , « Alcaeus of Messene, Philip V, and Rome », CQ, 37, 1943, p. 1-13.
- Frank W. Walbank, A Historical Commentary on Polybius, vol. 2, Oxford, Clarendon Press, 1967.
- Frank W. Walbank, Polybius, Berkeley, University of California Press, 1972.
- Frank W. Walbank, « Monarchies and Monarchic Ideas », dans F.W. Walbank (dir.), Cambridge Ancient History Volume VII : The Hellenistic World, Cambridge, Cambridge University Press, 1984, p. 62-100.
- Frank W. Walbank, Polybius, Rome and the Hellenistic World : Essays and Reflections, Cambridge, Cambridge University Press, 2002.